# Серрания-де-Куэнка

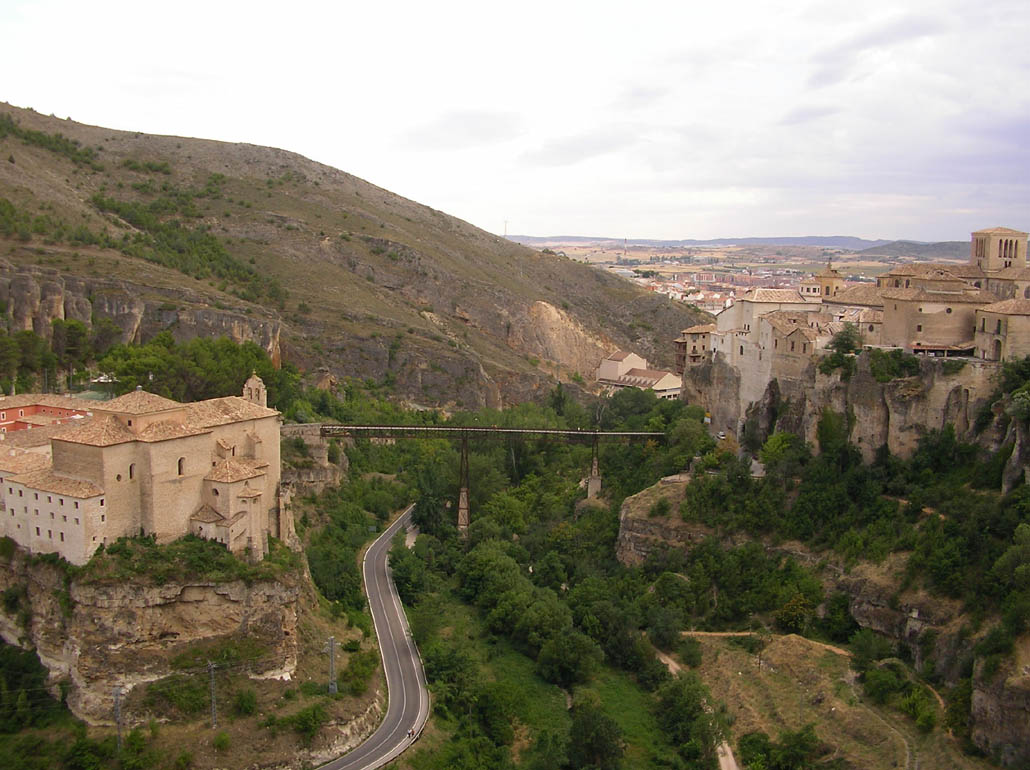
Серрания

Серрания-де-Куэнка (исп. Serranía de Cuenca)  — район (комарка) в Испании, входит в провинцию Куэнка в составе автономного сообщества Кастилия — Ла-Манча.
Серрания-де-Куэнка примыкает к исторической области Ла-Манча. Комарка делится на три подкомарки — Серрания-Альта, Серрания-Баха и Серрания-Медиа — верхняя, нижняя и средняя Серрания.

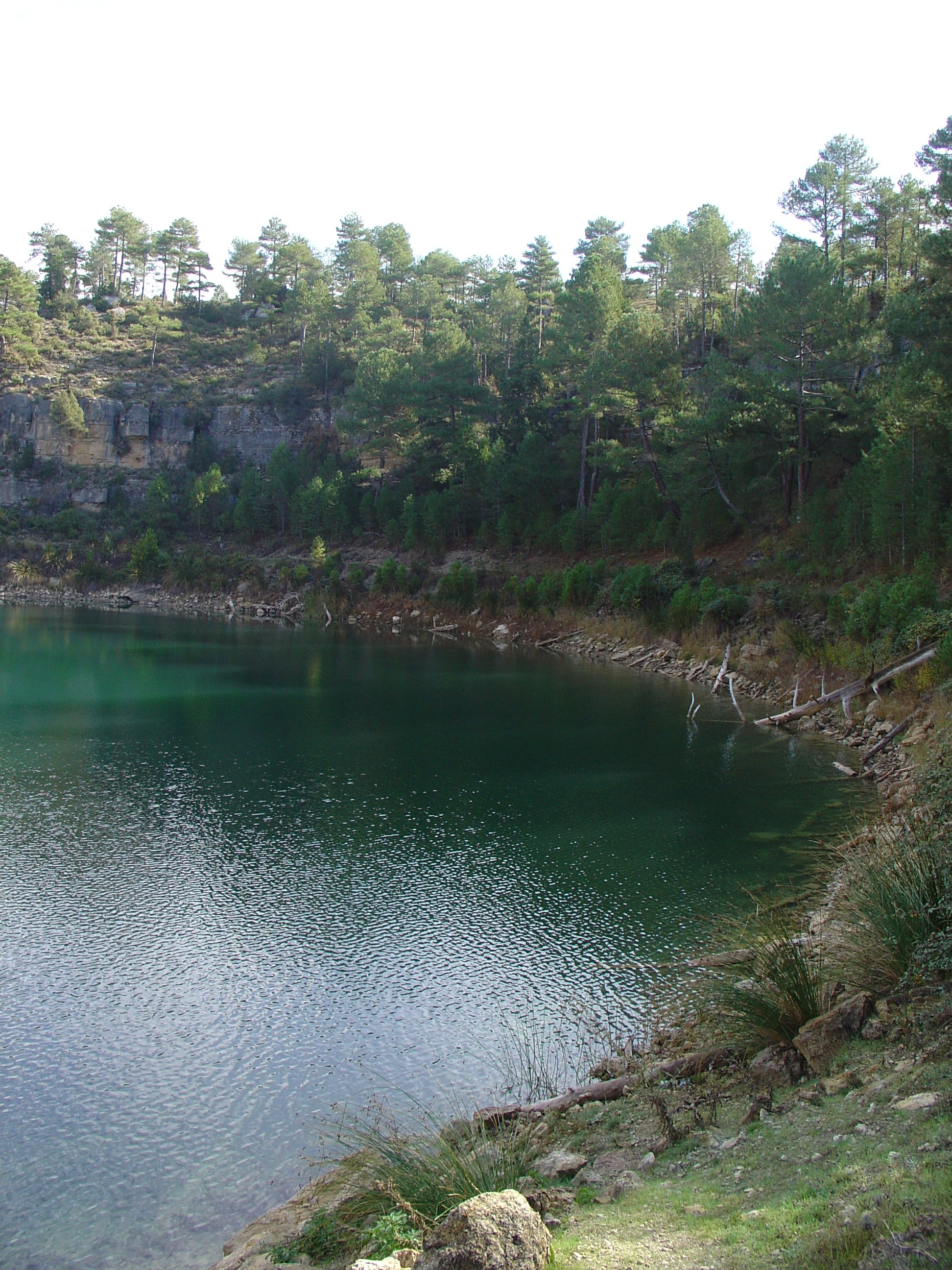
Серрания